# Steinstraße 28 (Helmarshausen)

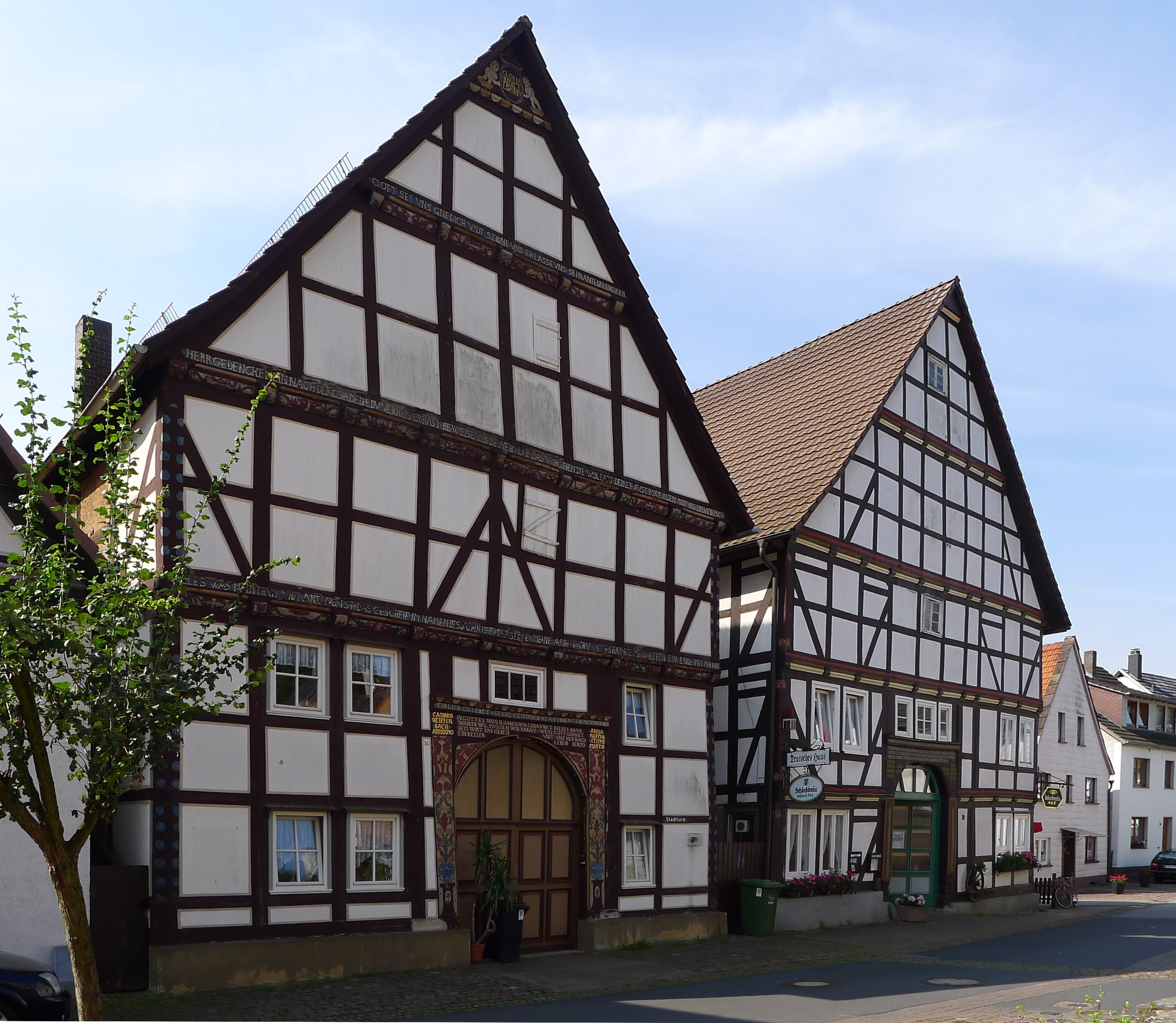
Gebäude Steinstraße 28 in Helmarshausen (rechts)

Das Gebäude Steinstraße 28 in Helmarshausen, einem Stadtteil von Bad Karlshafen im nordhessischen Landkreis Kassel, wurde 1755 erbaut. Das Fachwerkhaus ist ein geschütztes Kulturdenkmal.
Der dreigeschossige Rähmbau ist ein Längsdielenhaus mit schwach profiliertem geringem Geschossüberstand und Eckständer mit Rundstab. Im Speichergeschoss ist eine jüngere Form der Mannverstrebung an Bund- und Eckständern vorhanden. 
Der erhaltene Torrahmen hat eine Inschrift und geschnitzte Rankenmotive. Der ehemalige Wirtschaftsteil wurde in die Wohnnutzung integriert. 